# Municipio de Barnett (condado de Jefferson)
El municipio de Barnett (en inglés: Barnett Township) es un municipio ubicado en el condado de Jefferson en el estado estadounidense de Pensilvania. En el año 2000 tenía una población de 272 habitantes y una densidad poblacional de 7.2 personas por km².

## Geografía
El municipio de Barnett se encuentra ubicado en las coordenadas 41°18′00″N 79°06′59″O / 41.30000, -79.11639.

## Demografía
Según la Oficina del Censo en 2000 los ingresos medios por hogar en la localidad eran de $30,500 y los ingresos medios por familia eran de $34,375. Los hombres tenían unos ingresos medios de $27,083 frente a los $20,625 para las mujeres. La renta per cápita de la localidad era de $15,840. Alrededor del 17,6% de la población estaba por debajo del umbral de pobreza.